# 1963–1964-es olasz labdarúgókupa
Az 1963–1964-es olasz labdarúgókupa az olasz kupa 17. kiírása. A kupát a Roma nyerte meg története során először.

## Eredmények

### Első forduló
| 1. csapat    | Eredmény  | 2. csapat         |
| ------------ | --------- | ----------------- |
| Alessandria1 | 1–1       | Lanerossi Vicenza |
| Varese       | 1–0       | Pro Patria        |
| Brescia      | 2–3       | Genoa             |
| Lecco        | 1–3       | Torino            |
| Padova       | 2–1 (hu.) | Modena            |
| Venezia      | 1–2       | Monza             |
| Triestina    | 0–2       | SPAL              |
| Udinese      | 0–2       | Bologna           |
| Verona       | 2–1       | Mantova           |
| Prato        | 3–1       | Sampdoria         |
| Parma        | 3–1       | Cosenza           |
| Napoli       | 1–0       | Bari              |
| Potenza      | 0–2       | Roma              |
| Cagliari     | 1–0       | Lazio             |
| Foggia       | 2–1       | Catania           |
| Catanzaro    | 3–1       | Messina           |
| Palermo      | 0–3       | Fiorentina        |

### Kvalifikáció
| 1. csapat | Eredmény | 2. csapat |
| --------- | -------- | --------- |
| Varese    | 3–0      | Monza     |

### Második forduló
| 1. csapat   | Eredmény       | 2. csapat |
| ----------- | -------------- | --------- |
| Alessandria | 0–0 (Te.: 3-4) | Genoa     |
| Verona      | 0–1 (hu.)      | Bologna   |
| Padova      | 2–2 (Te.: 0-2) | SPAL      |
| Parma       | 1–2            | Cagliari  |
| Fiorentina  | 4–1            | Prato     |
| Roma        | 5–0            | Napoli    |
| Catanzaro   | 1–2            | Foggia    |
| Torino      | 2–1            | Varese    |

### Harmadik forduló
| 1. csapat | Eredmény       | 2. csapat  |
| --------- | -------------- | ---------- |
| Genoa     | 1–1 (Te.: 3-4) | Torino     |
| Cagliari  | 0–1            | Fiorentina |
| Foggia    | 0–2            | Roma       |
| Bologna   | 4–2            | SPAL       |

### Negyeddöntő
A fordulóban csatlakozó csapatok:  Atalanta, Internazionale, Juventus, Milan.
| 1. csapat  | Eredmény | 2. csapat      |
| ---------- | -------- | -------------- |
| Fiorentina | 1–0      | Milan          |
| Roma       | 1–0      | Atalanta       |
| Juventus   | 4–1      | Bologna        |
| Torino     | 4–1      | Internazionale |

### Elődöntő
| 1. csapat | Eredmény       | 2. csapat  |
| --------- | -------------- | ---------- |
| Roma      | 1–1 (Te.: 5-4) | Fiorentina |
| Torino    | 2–0            | Juventus   |

### Döntő
| 1964. szeptember 6. | Roma | 0 – 0 (h.u.) | Torino | Stadio Olimpico, Róma Nézőszám: – Játékvezető: Giulio Campanati |
| 1964. szeptember 6. |      |              |        | Stadio Olimpico, Róma Nézőszám: – Játékvezető: Giulio Campanati |

#### Megismételt mérkőzés
| 1964. november 1. | Torino | 0 – 1 | Roma       | Stadio Olimpico di Torino, Torino Nézőszám: – Játékvezető: Giulio Campanati |
| 1964. november 1. |        | (0–0) | 85' Nicolè | Stadio Olimpico di Torino, Torino Nézőszám: – Játékvezető: Giulio Campanati |

| Az 1963–1964-es olasz labdarúgókupa győztese: |
| --------------------------------------------- |
| Roma 1. cím                                   |